# Коридорас чорнорисковий
Коридорас чорнорисковий (Corydoras melanistius) — вид сомоподібних риб з роду Коридорас підродини Corydoradinae родини Панцирні соми. Інші назви «коридорас чорноплавцевий», «синьоплямистий коридорас», «гвіанський сомик».

## Опис
Загальна довжина сягає 5,1-6 см. Спостерігається статевий диморфізм: самиця дещо більша та гладкіша за самця. Зовнішністю схожий на вид Corydoras ephippifer. Голова широка, морда коротка. очі середнього розміру, краї майже не помітно витягнуті. Рот трохи опущено додолу. Є 3 пари малесеньких вусиків. Тулуб короткий і високий. Спинний плавець складається з 1 жорсткого і потужного променя й 7 м'яких променів. Грудні плавці витягнуті, з 1 жорстким променем. Жировий плавець маленький. Анальний плавець має 6 м'яких променів. Хвостовий плавець розділено, складається з 9 променів, верхня лопать довша.
Забарвлення коричнево-рожеве з металевим відливом. Тулубом розкидано силу-силенну дрібнесеньких чорних крапочок, що утворюють посередині самця невеличку смугу, у самиці вона відсутня. Через очі проходить широка коса смуга чорного забарвлення. Усі плавці прозорі, з металевим відливом. В основі спинного плавця розташована велика чорна пляма, що заходить на сам плавець. Хвостовий плавець має декілька рядків чорних плямочок. Жировий та анальний плавці вкрито вертикальними рядками темних плямочок.

## Спосіб життя
Це демерсальна риба. Воліє до прісної та чистої води. Тримається прибережних річок. Утворює невеличкі косяки. Вдень ховається серед рослин. Активна переважно у присмерку і вночі. Живиться дрібними ракоподібними, комахами, хробаками, залишками рослин.
Статева зрілість настає у 10-12 місяців. Самиця відкладає 2-4 яйця у черевні плавці, де їх самець запліднює протягом 30 секунд. після цього самиця прикріплює яйця до нижнього краю листя. Загалом відкладається 20-45 ікринок. Інкубаційний період триває 72 години.

## Розповсюдження
Поширено в річках Ессекібо та Оріноко — в межах Гаяни, Суринаму і Французької Гвіани.